# 分配上半格
在序理论中，分配并半格（英語：distributive join-semilattice）和分配交半格（distributive meet-semilattice）是分配格到半格的推广。与分配格不同，分配并（交）半格不再是使用像分配律一样的恒等式来定义，而通过恒等式定义实际上也是不可能做到的。

## 定义
对于并半格{\displaystyle (S,\vee )}（任两元具有上确界{\displaystyle a\vee b}的偏序集），以下条件等价，满足此条件的并半格称为分配并半格。
- 对于任意{\displaystyle a,b,c\in S}，如果{\displaystyle c\leq a\wedge b}，那么存在{\displaystyle a'\leq a}和{\displaystyle b'\leq b}使得{\displaystyle c=a'\wedge b'}。
- {\displaystyle S}的序理想构成的并半格{\displaystyle \operatorname {Ideal} (L)}是分配格。[2]:167, Lemma 184(iii)

对偶地可以定义分配交半格。

## 性质
在分配并半格中，任意两个元素都有下界。:167, Lemma 184(ii)
与分配格不同，分配并半格的类不关于子代数封闭，从而不构成簇。其实，任何由并半格构成的簇都不能推广分配格到并半格，也就是不能使其对于格的情形与分配格一致。

## 例
对于格{\displaystyle (L,\vee ,\wedge )}，以下条件等价。
- 并半格{\displaystyle (L,\vee )}是分配并半格。
- 格{\displaystyle (L,\vee ,\wedge )}是分配格。